# Droga krajowa B210 (Niemcy)
Droga krajowa 210 (niem. Bundesstraße 210, B 210) – niemiecka droga krajowa przebiegająca  z zachodu na wschód od miejscowości Emden do Wilhelmshaven w Dolnej Saksonii.